# Nosy Hara
Nosy Hara est une une île calcaire située au large des côtes nord-ouest de Madagascar, dans le canal de Mozambique et fait partie de la commune de Mangaoka. Elle est entourée de 12 îlots qui forment un parc marin.
C'est l'habitat naturel des Brookesia micra.

## Géographie
Nosy Hara est une île d'environ 3,2 km2 qui est recouverte de roche karstique ressemblant aux tsingy et d'une forêt sèche. Son sous-sol est très pierreux. Elle se trouve à 12 km par bateau du pont d'Ampasindava (baie du Courrier), un des fokontany de la commune de Mangaoka qui se trouve à 32 km nord-ouest de la ville d'Antsiranana.
Il y pleut en général entre novembre et avril. Le climat y est sec le reste de l'année. La température y varie de 18,6 à 35 °C.

## Tourisme
Nosy hara est un parc national marin, géré par Madagascar National Parks. C'est une destination touristique majeure.

## Biodiversité

### Faune

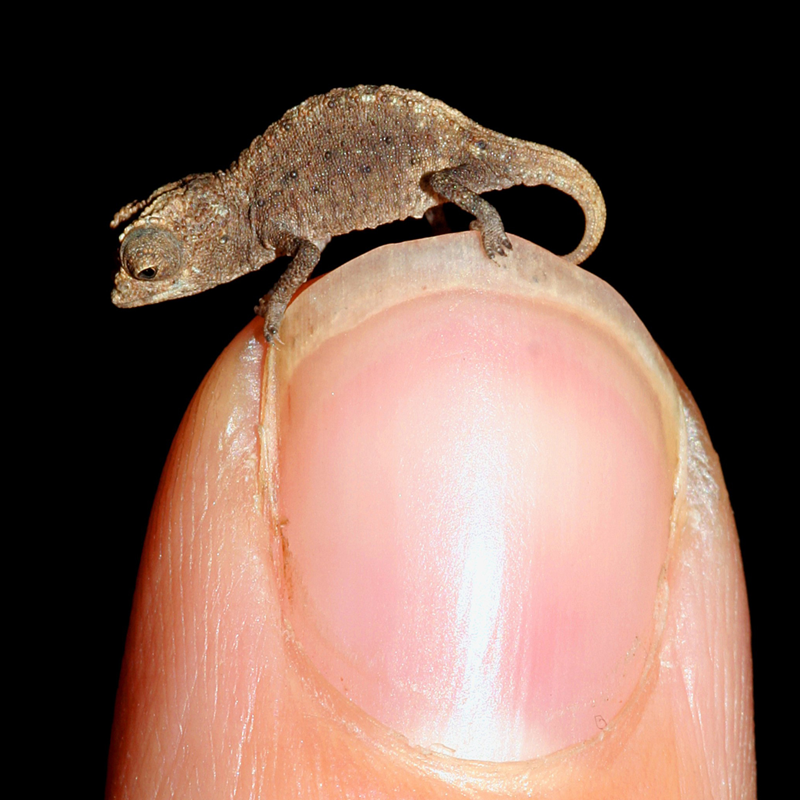
Brookesia micra.

Le parc national marin de Nosy Hara recense 45 espèces d'oiseaux dont une en danger : le Pygargue de Madagascar. Il abrite aussi 24 espèces de reptiles dont la Tortue verte, la Tortue olivâtre, la Tortue imbriquée, Brookesia micra ainsi que 2 espèces d'amphibiens[Lesquelles ?]. On y trouve également 279 espèces de poissons autour des récifs, 59 espèces de mollusques et 108 espèces de coraux.

### Flore

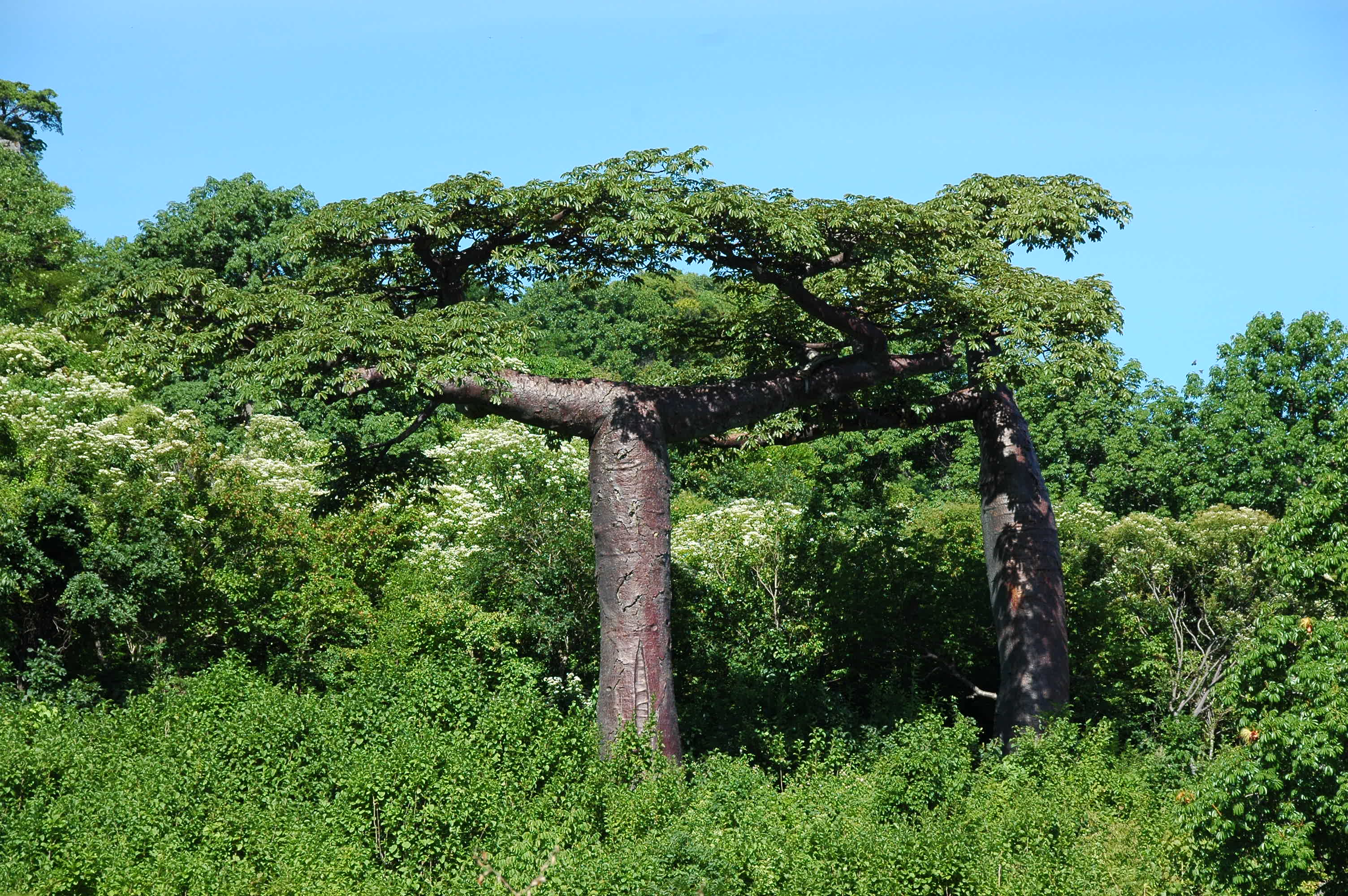
Adansonia suarezensis.

Nosy Hara possède une forêt dense sèche mais aussi d'une végétation rupicole xérophile, d'une prairie secondaire, des récifs coralliens, des herbiers marins lagunaires, des mangroves.
Ambatorara est une forêt dense sèche et sacrée de 150 ha. Elle est composée principalement d'Adansonia suarezensis, commifora[Quoi ?], d'espèces des genres Aloe, Adenia, Chynanchum, Pachypodium, Euphorbia, palétuvier malagasy[Quoi ?], et de Rhopalocarpus suarezensis.
En gros, il y existe 37 espèces de plantes dont 28 endémiques de Madagascar.

## Infrastructures
Nosy Hara possède un bureau administratif à Ampasindava et 6 postes de garde : Mangaoka, Befotaka, Lalandakana, Nosy Hao, Nosy Lakandava.
Des circuits touristiques de 5,7 km sont aménagés à Nosy Hara, avec des aires de repos et de points de vue :
- Circuit brookesia de (700 m) ;
- Circuit Tsingy mitsiry (3 km) ;
- Circuit falaise (2 km)[6].

### Accès
Pour y accéder, il faut partir d'Antsiranana par la route vers Ampasindava en passant par Namakia puis par Mangaoka. Des bateaux font également le trajet depuis Ampasindava.

## Économie
Nosy Hara est une zone de reproduction marine, zone de développement de l'écotourisme et aussi une zone de pêche durable. Elle est cependant menacée par le tourisme, l'urbanisation, le trafic maritime, le charbonnage, le braconnage des tortues marines ainsi que de la pêche non règlementaire,,